# A Família Ventura
A Família Ventura é uma série de televisão portuguesa exibida a partir de 2017 pela RTP1 e produzida pela beActive.
Estava prevista a produção anual de novos episódios de forma a serem exibidos na quadra natalícia e atualizar o público sobre a evolução da família, tal como o crescimento das crianças, os novos membros, os casamentos, as separações, as desavenças e verdades escondidas, mas tal não chegou a acontecer.

## Sinopse
Pela primeira vez, os Ventura não iram celebrar o Natal todos juntos. Como muitas outras, acabaram por se afastar e mal têm tempo para se ver. Por isso, Francisco e Júlia vão passar o Natal na sua quinta em Vale da Figueira apenas acompanhados pela governanta da família. Mas tudo se altera a poucos dias do Natal, quando Francisco é levado de emergência para o Hospital, e a família acaba por se juntar toda dentro da mesma casa. Todos os elementos da família têm os seus próprios dilemas, e devido a este reencontro inesperado, a família Ventura é obrigada a passar das conversas de circunstância para o confronto de problemas antigos.

## Elenco
| Ator/Atriz             | Personagem |
| ---------------------- | ---------- |
| Maria do Céu Guerra    | Júlia      |
| Rui Mendes             | Frederico  |
| Custódia Gallego       | Dora       |
| Joana de Verona        | Hélia      |
| António Pedro Cerdeira | Luís       |
| Pedro Saavedra         | Jorge      |
| Joana Seixas           | Laura      |
| Susana Arrais          | Soraia     |
| João Vicente           | David      |
| Tomás Alves            | Pedro      |
| Wagner Borges          | Reinaldo   |
| Beatriz Frazão         | Inês       |
| Gonçalo Oliveira       | João       |

### Elenco adicional
- Ivo Alexandre - Sr. Aurélio
- Inês Fofana - Anica
- Frederico Gomes - Reinaldo Criança
- Luís Lucas - Dr. Pacheco
- Cleo Tavares - Assistente Social
- Carminho Santos Saraiva - Hélia Criança
- Leonor Alcácer - Professora Carla
- Isabel Leitão - Enfermeira
- Bernardo Marques - Luís Criança

## Episódios
| # | Título          | Exibição em Portugal   | Audiência    | Audiência | Audiência |
| # | Título          | Exibição em Portugal   | Espectadores | Share     | Rating    |
| - | --------------- | ---------------------- | ------------ | --------- | --------- |
| 1 | "Episódio n.º1" | 22 de dezembro de 2017 | 465 500      | 12,9%     | 4,9%      |
| 2 | "Episódio n.º2" | 23 de dezembro de 2017 | 522 500      | 14,2%     | 5,5%      |
| 3 | "Episódio n.º3" | 24 de dezembro de 2017 | 351 500      | 11,1%     | 3,7%      |
| 4 | "Episódio n.º4" | 25 de dezembro de 2017 | 285 000      | 7,7%      | 3%        |